# Katedra Wniebowzięcia Najświętszej Marii Panny w Odessie
Katedra Wniebowzięcia Najświętszej Marii Panny (ukr. Кафедральний собор Успіння Пресвятої Діви Марії) – świątynia rzymskokatolicka zbudowana w Odessie w latach 1844-1853 staraniem polskich i niemieckich katolików i z inicjatywy ks. Grzegorza Razutowicza, według projektu polskiego architekta Feliksa Gąsiorowskiego i szkicu włoskiego architekta Francesco Morandiego. Kościół parafialny parafii Wniebowzięcia Najświętszej Maryi Panny w Odessie.

## Historia
Kościół wybudowany został w formie bazyliki trójnawowej z transeptem zaznaczonym kopułą na planie krzyża. Wewnątrz użyto białego i szarego marmuru. W głównym ołtarzu umieszczono obraz Wniebowzięcia NMP z 1850 będący kopią Rafaela. Wnętrze zdobi wiele cennych obrazów i duże kryształowe żyrandole. Papież Pius IX podarował dla kościoła w 1852 marmurową chrzcielnicę. Obok kościoła wybudowano sierociniec, dom starców (z inicjatywy i funduszy ks. bpa Witolda Lipskiego) oraz szkołę katolicką i schronisko dla chłopców.
Budynek kościoła został zamknięty (podobnie jak szkoła polska) w 1935 roku i przeznaczony na klub bułgarsko-niemiecki a następnie pod muzeum krajoznawcze. W okresie rumuńskiej okupacji w latach 1941-1944 kościół oddano wiernym. Władze sowieckie ponownie i ostatecznie zamknęły świątynię w 1949 roku i rozpoczęły jej dewastację. Wnętrze zniszczono zmieniając na halę sportową i wykonując w połowie wysokości dodatkowy strop. Do celów religijnych oddano budynek dopiero 9 sierpnia 1991 roku. Wówczas zaczęto remont przebudowanej i kompletnie zdewastowanej świątyni. W 2002 roku stała się katedrą nowej diecezji odesko-symferopolskiej. 24 sierpnia 2008 odbyła się rekonsekracja katedry. Odbudowa kościoła została sfinansowana niemal wyłącznie z datków polskich wiernych. Obecnie wszystkie informacje podawane są w języku ukraińskim, a msze odprawiane w języku ukraińskim, rosyjskim i polskim.